# Collegium Musicum (1701)

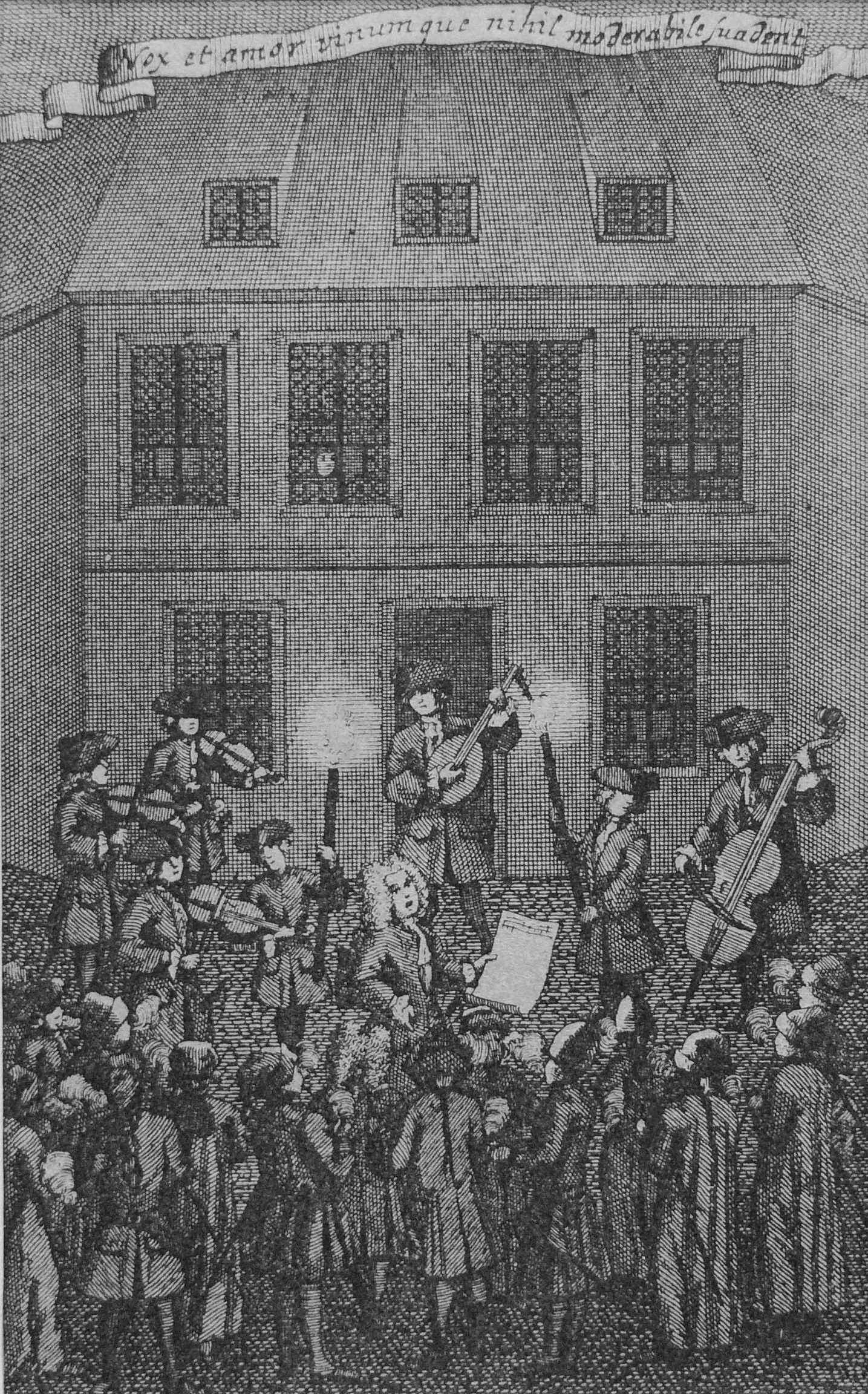
Musizierende Studenten, Leipzig 1727

Das 1701 in Leipzig gegründete Collegium Musicum war ein studentisches Musikensemble, das durch die hohe Qualität seiner Aufführungen in der ersten Hälfte des 18. Jahrhunderts Berühmtheit erlangte und als Telemannsches bzw. Bachsches Collegium Musicum in die Musikgeschichte einging.

## Geschichte

### Vorgeschichte
Bereits ab Mitte des 17. Jahrhunderts gab es in der Universitäts- und Messestadt Leipzig Collegium musicum genannte akademische Musiziergemeinschaften, die anfangs als Ad-hoc-Ensembles organisiert waren. Leiter solcher Collegia waren u. a. Johann Rosenmüller, Adam Krieger und Johann Kuhnau. Neben eigenen Konzerten wirkten sie in den Festgottesdiensten der städtischen Pfarrkirchen und in der 1693 gegründeten Oper mit. Meist wurden Werke aufgeführt, die für den jeweiligen Zweck von den Leitern der Collegia oder anderen Komponisten wie Sebastian Knüpfer und Johann Christoph Pezel neu komponiert worden waren.

### Telemann
1701 kam Georg Philipp Telemann als Jurastudent nach Leipzig und sammelte mit Unterstützung des Bürgermeisters Franz Conrad Romanus eine Schar musikbegeisterter Kommilitonen um sich. Dieses bald Telemannisches Collegium Musicum genannte Ensemble entwickelte trotz der starken Fluktuation seiner studentischen Mitglieder eine feste Organisationsstruktur mit regelmäßigen Proben und Konzerten und spielte das neueste Repertoire auf professionellem Niveau.
1704 wurde Telemann das Amt des Musikdirektors der Neuen Kirche übertragen. Dadurch erhielt sein Collegium Musicum eine besondere Verbindung mit dieser Kirche, in der es auch später an den hohen Festen und in den Messezeiten musizierte, und die Leitung des Collegiums blieb auch nach Telemann mit der Leitung der Kirchenmusik an der Neuen Kirche verbunden. Gleichzeitig geriet die erst seit 1699 wieder als Gottesdienststätte genutzte Neue Kirche in Konkurrenz zur nahegelegenen Thomaskirche mit ihrer alten Musiktradition und zu deren Kantor Kuhnau. Wohl aus diesem Grund verließ Telemann schon 1705 die Stadt.

### Hoffmann, Vogler, Schott
Telemanns Nachfolger an der Neuen Kirche und in der Leitung des Collegium Musicum wurde Melchior Hoffmann. 1708 holte der Hofchocolatier Johann Lehmann das Collegium in sein Kaffeehaus Markt 16, wo es Mittwoch- und Freitagabend von 20.00 bis 22.00 Uhr musizierte. In den zehn Jahren bis zu seinem Tod 1715 steigerte Hoffmann die Leistung des Ensembles weiter und verschaffte ihm landesweites Renommé. Später berühmte Musiker wie Johann Georg Pisendel, Gottfried Heinrich Stölzel und Johann David Heinichen sowie zahlreiche Mitglieder sächsischer und thüringischer Hof- und Kirchenkapellen gingen aus der Arbeit des Collegiums hervor. Bis zu 60 Instrumentalisten trafen sich zum Musizieren. Daran änderte auch die Gründung eines zweiten akademischen Collegiums durch Johann Friedrich Fasch im Jahr 1708, das später von Johann Gottlieb Görner geleitet wurde, nichts. Mit diesem kam es vielmehr zu einem geregelten alternierenden Veranstaltungsrhythmus.
Zum Nachfolger Hoffmanns wurde Johann Gottfried Vogler ernannt. Seine Amtszeit blieb jedoch Episode, da er 1719 wegen Verschuldung und Veruntreuung von Instrumenten aus Leipzig floh.

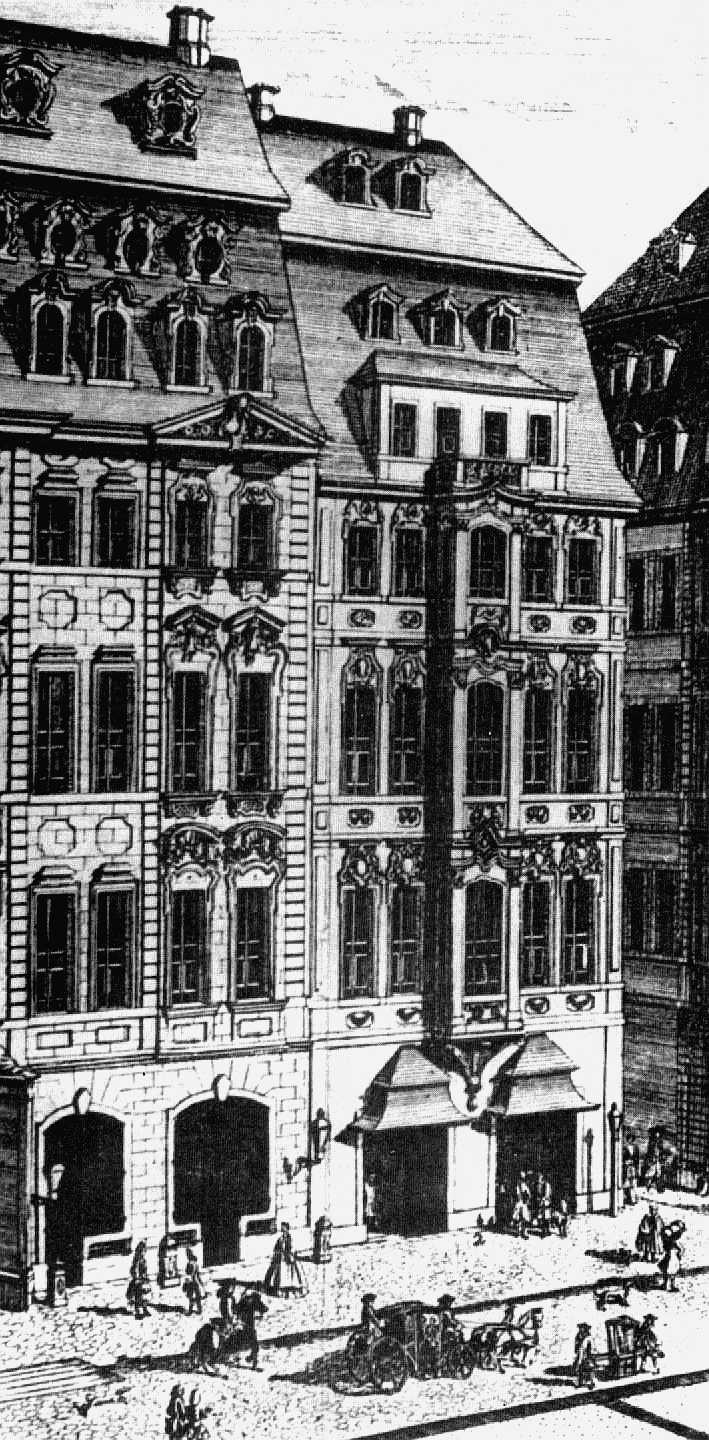
Das Zimmermannsche Kaffeehaus, Veranstaltungsort des Collegium Musicum 1723–1741

1720 wurde Georg Balthasar Schott Musikdirektor der Neuen Kirche und Leiter des Telemannschen Collegium Musicum. 1723 begann die Kooperation mit Gottfried Zimmermann, dem Inhaber des Zimmermannschen Kaffeehauses an der Katharinenstraße. Er stellte dem Collegium im Winter den Saal seines Cafés, im Sommer seinen Kaffeegarten am Grimmaischen Steinweg zur Verfügung, beide mit Platz für die Musiker und etwa 150 Zuhörer. Einmal wöchentlich, in den Messezeiten zweimal wöchentlich fanden dort zweistündige Konzerte statt. Zimmermann vergrößerte auch auf eigene Kosten den Instrumentenfundus; sein wirtschaftlicher Vorteil kam dabei offenbar nicht zu kurz.

### Bach
1723 kam Johann Sebastian Bach als Thomaskantor nach Leipzig. Anders als sein Vorgänger Kuhnau bekam er als Teil seiner Dienstpflichten auch die Oberaufsicht über die Kirchenmusik an der Neuen Kirche und bemühte sich, die alte Rivalität zu beenden. Mit Schott arbeitete er konstruktiv zusammen.
1729 ging Georg Balthasar Schott als Stadtkantor nach Gotha. Sein Amt an der Neuen Kirche erhielt Carl Gotthelf Gerlach. Die dafür notwendige Zustimmung des Thomaskantors Bach war offenbar an die Bedingung geknüpft, dass das kirchenmusikalische Amt von der Leitung des Collegium Musicum getrennt wurde. Diese übernahm er nun selbst – schon vorher hatte er als Gastdirigent und wohl auch als Solist mit dem Collegium gearbeitet – und erweiterte damit seine Wirkungsmöglichkeiten im Leipziger Musikleben beträchtlich.
Für das nun Bachisches Collegium Musicum genannte Ensemble, in dem auch seine Söhne und Schüler aktiv waren, schrieb Bach viele seiner weltlichen Kantaten, als erste wohl BWV 201, später, passend zum Zimmermannschen Kaffeehaus als Aufführungsort, die Kaffeekantate. Die Collegiumskonzerte gaben ihm Gelegenheit, Orchesterwerke aus der Weimarer und Köthener Zeit wie die Brandenburgischen Konzerte und die Orchestersuiten wieder aufzuführen. Die Violinkonzerte entstanden vielleicht eigens für das Collegium. Mehrere seiner Instrumentalwerke arbeitete er für das Collegium zu Cembalokonzerten um, eine neue Gattung, die dem Klavierkonzert den Weg bereitete. Das Collegium Musicum wirkte außerdem bei den häufigen Gratulations- und Huldigungsmusiken für das Herrscherhaus mit, und viele seiner Mitglieder beteiligten sich an Bachs Kirchenmusik in der Thomas- und Nikolaikirche.
Als Johann Heinrich Zedler in den 1730er Jahren sein Universal-Lexicon redigierte, schloss er den kurzen Artikel zum Stichwort Collegium musicum mit dem Satz: „Zu Leipzig ist vor allen andern das Bachische Collegium musicum berühmt“.

### Ende
Am 4. März 1737 gab Bach die Leitung des Collegiums an Carl Gotthelf Gerlach ab, vermutlich wegen Überlastung, wirkte aber weiter mit ihm zusammen, so am 28. April 1738 bei der Aufführung der (verlorenen) Kantate BWV Anh. 13, und übernahm die Leitung erneut am 2. Oktober 1739. Wann er sie endgültig abgab, ist nicht überliefert, sicher nicht vor dem Tod des Cafétiers Zimmermann 1741, vermutlich aber erst einige Jahre später. Vom 1. Mai 1746 bis wahrscheinlich 1747 leitete Johann Trier das Ensemble. Gerlach wird als Leiter des „Bachischen“ Collegium Musicum noch einmal 1751 bezeugt, danach gibt es keine Erwähnung des Ensembles mehr.
Das von Telemann gegründete und von Bach auf höchstes Niveau geführte Collegium Musicum hatte entscheidenden Anteil an der Entstehung eines bürgerlichen – weder höfischen noch kirchlichen – Musiklebens in Deutschland. In Leipzig wurde es ab 1743 durch die neu gegründete Einrichtung Das Große Concert in den Schatten gestellt, aus der später das Gewandhausorchester hervorging.